# Jan Van Rijsselberge
Jan Van Rijsselberge (...) è un autore televisivo e disegnatore belga di cartoni animati.
Per Cartoon Network ha creato Robotboy, la serie Che drago di un drago, per la società francese Alphanim ha creato L'apprendista Babbo Natale e Billy: un amico fantasmico.